# 今川元樹
今川 元樹（いまがわ もとき、1980年5月17日 - ）は、東京都出身の元サッカー選手。

## 経歴
今川は、1980年5月17日に東京都で生まれた。1996年にJ2リーグのベガルタ仙台の前身であるブランメル仙台のユース・チームに加入した。1999年に、ベガルタ仙台に入り、デビュー戦は、1999年8月1日のコンサドーレ札幌戦であった。これは、仙台ユース出身者がトップチームの公式戦に出場した最初であった。1999年のシーズンには3試合に出場した。2000年のシーズンからは、ディフェンダーに転向したが、シーズン中は出場機会を得られず、シーズン終了とともに引退した。
2000年当時の愛称は「イマ」、体格は身長175cm、68kg と公表されていた。
引退後は、指導者としてアマチュアの指導にあたっており、クーバー・コーチング・ジャパンに所属している。

## 個人成績
| 国内大会個人成績 | 国内大会個人成績 | 国内大会個人成績 | 国内大会個人成績 | 国内大会個人成績 | 国内大会個人成績 | 国内大会個人成績 | 国内大会個人成績 | 国内大会個人成績 | 国内大会個人成績 | 国内大会個人成績 | 国内大会個人成績 |
| 年度             | クラブ           | 背番号           | リーグ           | リーグ戦         | リーグ戦         | リーグ杯         | リーグ杯         | オープン杯       | オープン杯       | 期間通算         | 期間通算         |
| 年度             | クラブ           | 背番号           | リーグ           | 出場             | 得点             | 出場             | 得点             | 出場             | 得点             | 出場             | 得点             |
| 日本             | 日本             | 日本             | 日本             | リーグ戦         | リーグ戦         | リーグ杯         | リーグ杯         | 天皇杯           | 天皇杯           | 期間通算         | 期間通算         |
| ---------------- | ---------------- | ---------------- | ---------------- | ---------------- | ---------------- | ---------------- | ---------------- | ---------------- | ---------------- | ---------------- | ---------------- |
| 1999             | 仙台             | 26               | J2               | 3                | 0                | 0                | 0                | 0                | 0                | 3                | 0                |
| 2000             | 仙台             | 26               | J2               | 0                | 0                | 0                | 0                | 0                | 0                | 0                | 0                |
| 通算             | 日本             | 日本             | J2               | 0                | 0                | 0                | 0                | 0                | 0                | 3                | 0                |
| 総通算           | 総通算           | 総通算           | 総通算           | 0                | 0                | 0                | 0                | 0                | 0                | 3                | 0                |